# NGC 171
NGC 171 (ook wel NGC 175, PGC 2232, ESO 540-6, MCG -3-2-24, VV 791A of IRAS00348-2012) is een balkspiraalstelsel in het sterrenbeeld Walvis.
NGC 171 werd op 20 oktober 1785 ontdekt door de Britse astronoom William Herschel. Het stelsel werd op 11 november 1834 nogmaals ontdekt door de Britse astronoom John Herschel. Dat dit eenzelfde sterrenstelsel was werd destijds niet gezien en aldus kreeg het stelsel een tweede nummer, namelijk NGC 175.